# توپ، زنگلان
توپ (به لاتین: Top) یک منطقهٔ مسکونی در جمهوری آرتساخ است که در استان کاشاتاق واقع شده‌است.